# بحيرات واو الناموس
محمية بحيرات واو الناموس هي محمية طبيعية في ليبيا وهي جبل بركاني في جنوب وسط ليبيا وجنوب الهروج يبلغ ارتفاعه (565) مترًا، به عدد كبير من البحيرات متعددة الألوان المنتشرة على سفحه مع النباتات، وتشير معظم الدراسات العلمية إلى أن تسميته بـ (واو الناموس) أتت بسبب أفواج البعوض التي كانت تنتشر في المكان